# Mariä Himmelfahrt (Peckelsheim)

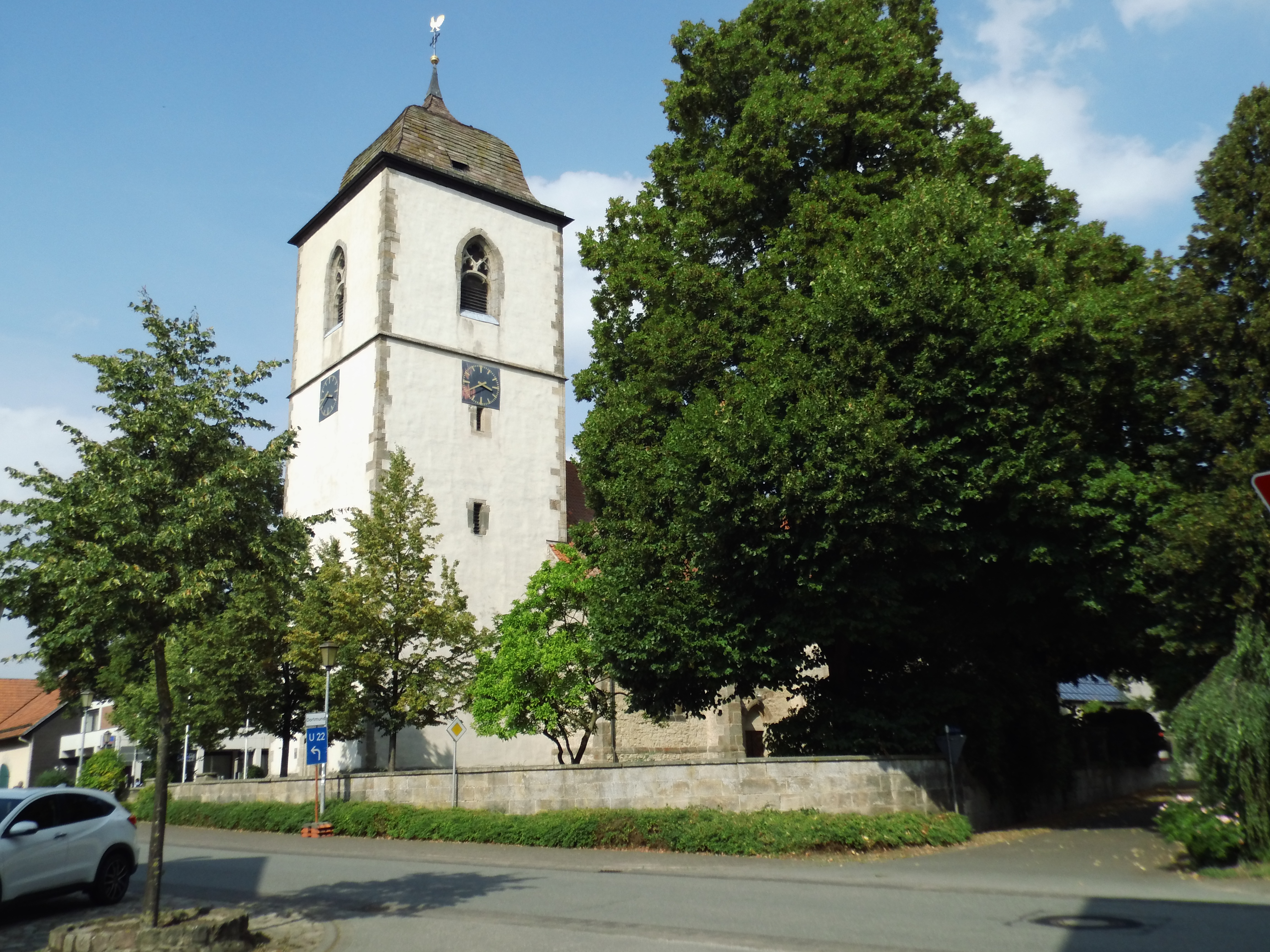
Kirche Mariä Himmelfahrt in Peckelsheim

Die katholische Pfarrkirche Mariä Himmelfahrt ist ein denkmalgeschütztes Kirchengebäude in Peckelsheim, einem Ortsteil von Willebadessen, im Kreis Höxter, in Nordrhein-Westfalen.

## Geschichte und Architektur
Die Kirche ist seit der Stadtgründung 1318 Pfarre. Von einer unregelmäßigen, mehrfach umgebauten gotischen Pfeilerbasilika sind drei Joche und der aus der Achse verschobene Turm mit Barockhaube erhalten. Der Turm diente auch als Wehrturm. Die Baugeschichte ist im Detail ungeklärt. Im Kern stammt das Gebäude vom Anfang des 14. Jahrhunderts. Das Mittelschiff mit spitzbogigen Pfeilerarkaden war ursprünglich flach gedeckt und wurde später mit gotischen Rippengewölben versehen. Im 15. Jahrhundert wurden rippengewölbte Seitenkapellen angebaut, an der Nordseite die früher so genannte Spiegel’sche Grabkapelle und an der Südseite die Annakapelle, sie wurde vom Adelsgeschlecht derer von Twiste gebaut. Heute wird die Kapelle Kriegergedächtniskapelle genannt.

## Ausstattung
- Ein Sakramentshäuschen von der Mitte des 15. Jahrhunderts
- Ein Triumphkreuz aus Holz, vom Ende des 15. Jahrhunderts. Die alte Fassung wurde 1952 freigelegt.
- Ein Vesperbild von der Mitte des 15. Jahrhunderts
- Zwei Epitaphien von 1586 und 1596
- Figürliche Grabplatten von 1559, 1582 und 1607
- Eine spätgotische Totenleuchte[2]